# Heiti Haldre
Heiti Haldre, (Cyrillische spelling: Х. Ю Халдре; Tartu, 4 juni 1928 - aldaar, 13 oktober 2012) was een Estlands waterbouwkundig ingenieur en specialist op het gebied van pompen. 
Hij was een erkend specialist op het gebied van pompen in Estland. Grotendeels dankzij hem beschikte de Estonian University of Life Sciences (Eesti Maaülikool) lange tijd over het grootste waterbouwkundig laboratorium van Estland.  Hij maakte verschillende nieuwe ontwerpen, zoals een zuigtank voor het opstarten van een centrifugaalpomp en een putpomp met een propellerpom. Haldre was de eerste in Estland die voor onderzoek binnen zijn vakgebied uitgebreid gebruik maakte van moderne computertechnologie. Zijn leerboeken "Opvoerwerktuigen voor water", "Pompen", "Irrigatietechniek", "Hydraulica en Pompen" en computerprogramma's om de selectie van pompen en het ontwerp van pompen te vergemakkelijken worden in Estland veel gebruikt door vakgenoten en studenten.

## Biografie
Haldre studeerde in 1952 af aan het Polytechnisch Instituut van Tallinn als waterbouwkundig ingenieur en werd aangewezen voor een vervolgopleiding en promotie bij de waterkrachtfaculteit (GEF) van het Moskouse Waterkrachtinstituut MEI (Институт Энергомашиностроения и Механики), dat de afdelingen hydraulica, waterkracht, hydraulische machines en hydraulische constructies omvatte. Hij promoveerde hier onder leiding van Sergej Vladimirovitsj Izbash. Hij promoveerde binnen drie jaar. Na zijn promotie hield hij professioneel contact met dr. Izbash en schreef met hem in 1959 het boek Hydraulics of River Channel Closures [Гидравлика перекрытия русел рек], uitgegeven door Гос. жнерж. изд-во (Gos.Zjnerzj). Dit boek is vertaald door G.L. Cairns van CIRIA en in 1970 bij Butterworth uitgegeven.
Vanaf 1956 doceerde hij aan de Estonian Academy of Agriculture, nu de Estonian University of Life Sciences (Eesti Maaülikool) in Tartu. Hij gaf les in hydraulica, pompen en gemalen, automatisering van waterbeheer-infrastructuur en het gebruik van waterkracht.  Heiti Haldre werd in 1959 universitair hoofddocent en leidde twintig jaar lang de afdelingen landverbetering (1958-1963), waterbouwkunde (1973-1983, 1988-1989) en waterbeheer (1989-1991). Gedurende twee jaar (1967-1968) doceerde hij aan de Yangon Technological University in Myanmar. 

## Wetenswaardigheden
Hij was een fanatiek zeiler, zowel op het water als op het ijs. Hij werd zelfs kampioen langeafstandzeilen op binnenwateren. 
- Virtual International Authority File: 361148704066836930845